# Pieniążniczka szyszkowa

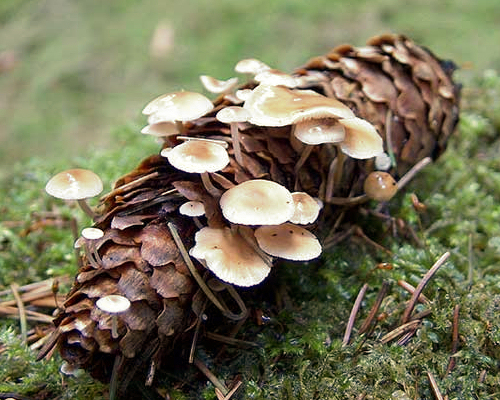

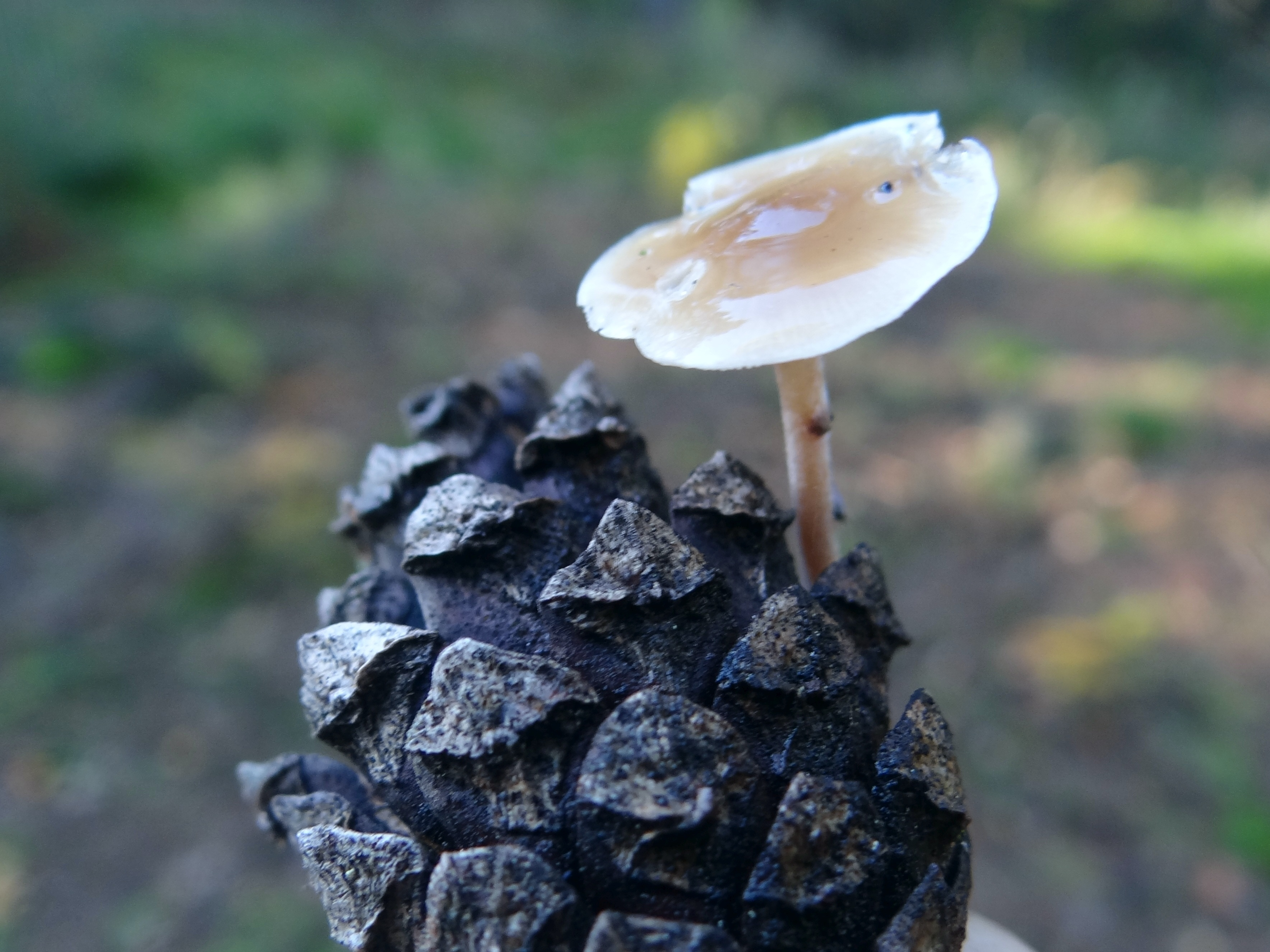

Pieniążniczka szyszkowa (Baeospora myosura (Fr.) Singer) – gatunek grzybów z rzędu pieczarkowców (Agaricales). 

## Systematyka i nazewnictwo
Pozycja w klasyfikacji według Index Fungorum: Baeospora, Incertae sedis, Agaricales, Agaricomycetidae, Agaricomycetes, Agaricomycotina, Basidiomycota, Fungi.
Po raz pierwszy takson ten zdiagnozował w 1818 r. Elias Fries nadając mu nazwę Agaricus myosurus. Obecną, uznaną przez Index Fungorum nazwę nadał mu w 1938 r. Rolf Singer. 
Synonimy:

- Agaricus myosurus Fr. 1818
- Chamaeceras varicosus (Fr.) Kuntze 1898
- Collybia clavus var. myosura (Fr.) Quél. 1886
- Collybia friesii Bres. 1928
- Collybia myosura (Fr.) Quél. 1872
- Marasmius friesii (Bres.) Rea 1932
- Marasmius myosurus (Fr.) P. Karst. 1889
- Marasmius varicosus Fr. 1838
- Mycena myosura (Fr.) Kühner 1938
- Mycena myosura (Fr.) Kühner 1938 subsp. myosura
- Mycena myosura subsp. varicosa (Fr.) Kühner 1938

Nazwę polską zaproponował Władysław Wojewoda w 2003 r.

## Morfologia
Kapelusz
Drobny grzyb o średnicy kapelusza zazwyczaj od 8–22 mm. U młodych okazów kapelusz półkulisty, potem wypukły, na koniec płaski, czasami z brodawką na środku. Powierzchnia gładka, matowa, w stanie wilgotnym blaszki nieco prześwitują do połowy średnicy kapelusza. Brzeg prosty, ostry i delikatnie, promieniście włókienkowaty. 
Blaszki
Wąsko przyrośnięte do trzonu lub prawie wolne, bardzo gęste. Barwa biaława, u starszych z brązowymi plamami.  Mają szerokość 1–2 mm i gładkie ostrza.
Trzon
Wysokość 1,5–5 cm, grubość 1–2 mm, równogruby, pełny. Powierzchnia gęsto i drobno oprószona białymi ziarenkami. W górnej części jest ma barwę od bladokremowej do bladobrązowej, w dolnej jest ciemniejsza – różowawo brązowa lub żółtawo-brązowa. Często trzon jest w nasadzie korzeniasty z białymi ryzomorfami i porośnięty białymi włoskami.
Miąższ
Tej samej barwy co powierzchnia kapelusza. Ma słaby grzybowy zapach i smak.
Cechy mikroskopowe
Wysyp zarodników biały. Zarodniki gładkie, eliptyczne i prawie cylindryczne, amyloidalne, o rozmiarach 3–4 × 1,5–2 μm. Pleurocystydy i cheilocystydy zgrubiałe, wrzecionowate, o długości do 40 μm i szerokości do 10 μm. Pleurocystydy rzadkie, cheiolocystydy obfite. Strzępki skórki o szerokości 4–14 μm, słabo wybarwione.

## Występowanie i siedlisko
Opisano występowanie tego gatunku w Ameryce Północnej, Europie oraz Korei i Japonii. W Polsce jest rzadki.
Występuje w lasach iglastych i mieszanych. Rośnie na opadłych szyszkach sosnowych, rzadziej świerkowych, często zagrzebanych w podłożu. Owocniki wytwarza od sierpnia do listopada. 

## Gatunki podobne
Na szyszkach występują w Polsce 3 gatunki szyszkówek: szyszkówka świerkowa (Strobilurus esculentus), szyszkówka tęporozwierkowa (Strobilurus stephanocystis) i szyszkówka gorzka (Strobilurus tenacellus). Występują głównie wiosną. Pieniążniczka szyszkowa odróżnia się od nich gęsto oprószonym trzonem, gęstymi blaszkami, mniejszymi rozmiarami, przeważnie jaśniejszą barwą oraz amyloidalnymi zarodnikami i cienkościennymi cheilocystydami. 
Na szyszkach występuje także grzybówka wiosenna (Mycena strobilicola). Pojawia się wiosną. Różni się wyraźnym zapachem chloru, białym, kruchym trzonem oraz bardziej stożkowatym kapeluszem.